# Como tú no hay 2
Como tú no hay 2 es una telenovela de comedia romántica mexicana producida por W Studios en colaboración con Lemon Studios para Televisa en el 2020. Está basada en la telenovela chilena Amores de mercado creada por Fernando Aragón. La telenovela se estrenó por Las Estrellas el 24 de febrero de 2020 en sustitución de Soltero con hijas, y finalizó el 5 de junio de 2020 siendo reemplazado por La mexicana y el güero.
Esta protagonizada por Adrián Uribe, Claudia Martín y Estefanía Hinojosa, junto con Ferdinando Valencia, Aylín Mújica y Sergio Reynoso en los roles antagónicos; acompañados por Azela Robinson, Gerardo Murguía, María Fernanda García, Alejandro Ávila y Leticia Huijara.

## Trama
Antonio Cortes y Ricardo Reyes Alonso (Adrián Uribe), son dos hombres que viven en mundos social y económicamente diferentes. Antonio, a quien todos de cariño lo llaman "Toño", es un hombre pobre que vive en una humilde colonia de la Ciudad de México al lado de su madre Luz María "Luchita" (Azela Robinson) y su hermana Renata (Lorena Graniewicz), mientras que su padre, Félix Cortés "El Bacalao" (Sergio Reynoso), es un ladrón, oportunista y doble cara que se encuentra en la cárcel, la cual lo empeora más en mañas. Toño trabaja como mesero en un local de comida y antojitos mexicanos en el mercado de su colonia y su carácter es alegre y extrovertido. En cambio Ricardo, es un hombre adinerado, vive en una lujosa mansión en el lado acaudalado de la ciudad y es el nuevo presidente de la compañía Reyes Alonso, una exitosa empresa dedicada a hacer inversiones. Su carácter es frío y serio. Pero ambos tiene algo en común, ya que son físicamente idénticos; Antonio y Ricardo son dos hermanos gemelos que fueron separados al nacer por su propio padre y que han vivido vidas completamente opuestas. Pero en un día cualquiera, ambos hermanos coinciden casualmente en una calle del Centro Histórico de la Ciudad de México, cuando Ricardo es atropellado por una camioneta después de verse con Toño, que presenció el accidente, la cual provoca que ambos hermanos intercambien sus vidas y cada uno empieza a vivir la vida del otro, Toño de manera voluntaria usurpa el lugar de Ricardo entre los Reyes Alonso, y Ricardo debido a que queda sin poder recordar por el accidente. En sus nuevas vidas aparecen dos mujeres. Toño conoce a Natalia Lira (Claudia Martín), una bella mujer que trabaja en la misma empresa que Ricardo, la cual además, es su prometida y se iban a casar el mismo día del accidente. Toño se enamora a primera vista de ella, provocando que él decida suplantar a Ricardo, y por otro lado, Ricardo conoce a Fabiana Orozco (Estefanía Hinojosa), una humilde joven que trabaja como recepcionista en una base de táxis, que vive con su madre Amelia Campos (María Fernanda García) que es sacerdotisa de la secta de "La flama divina", su hermano Adán (Juan Pablo Gil) y su papá Edgar (Héctor Holten) que es dueño de una pollería del mercado de la colonia, aparte de ser vecina de Toño y su familia. Fabiana siempre ha estado enamorada de Toño, pero nunca fue correspondida por el, hasta que Ricardo siendo un Toño con amnesia, aparece en su vida. Ambos gemelos intercambian vidas y amores, la cual se meterán en increíbles enredos, e incluso buscar la verdad acerca de su separación.

## Reparto

### Principales
- Adrián Uribe como Antonio "Toño" Cortés Molina / Ricardo Reyes Alonso[8]
- Claudia Martín como Natalia "Natita" Lira Vargas[8]
- Azela Robinson como Luz María Molina de Cortés "Luchita"[8]
- Ferdinando Valencia como Damián Fuentes Jasso[8]
- Aylín Mújica como Oriana Jasso[8][9]
- Alejandro Ávila como Germán Muñoz[8]
- Sergio Reynoso como Félix Cortés "El Bacalao"[10]
- María de la Fuente como Charlotte Burgos[8][11]
- María Fernanda García como Amelia Campos de Orozco "La Pastora"[8]
- Gerardo Murguía como Claudio Reyes Alonso[8]
- Lorena Graniewicz como Renata Cortés[8]
- Leticia Huijara como Sol Morales[8]
- Henry Zakka como Federico "Fede" Mercurio
- Jessica Díaz como Tina Rebolledo[12]
- Juan Pablo Gil como Adán Orozco Campos[8]
- José Carlos Femat como Daniel Silva[8]
- Juanita Arias como Valeria "Vale" Fuentes Jasso[13]
- Gema Garoa como Luna Morales
- Gabriela Carrillo como Ivette Altamira[8]
- Carlos Said como Luis Ramírez[8][14]
- Lucía Silva como Mariana Díaz
- Giovanna Romo como Estrella Morales
- Mayra Rojas como Dora Sánchez[8]
- Héctor Holten como Edgar Orozco
- Ramiro Tomasini como Diego[8][14]
- Mario Alberto Monroy como Benjamín Cruz "Crucita"
- Estefanía Hinojosa como Fabiana Orozco Campos[3]

### Recurrentes e invitados especiales
- Cecilia Romo como Doña Remedios[15][16]
- Cynthia Klitbo como Socorro Pérez[17]

## Episodios
En su emisión por televisión, la telenovela fue recortada a 75 episodios a partir del episodio 64. Posteriormente a su final, Televisa a través de su servicio de streaming Blim TV subió los últimos 20 episodios producidos faltantes como «versión extendida», desde el 7 de junio al 5 de julio de 2020.
| N.º en serie | N.º en temp. | Título                                             | Fecha de emisión original | Audiencia (millones) |
| --- | ------------ | -------------------------------------------------- | ------------------------- | -------------------- |
| 1 | 1            | «Toño usurpa la vida de Ricardo»                   | 24 de febrero de 2020     | 4.1                  |
| Ricardo es atropellado justo en el momento en el que se encuentra con Toño por primera vez y éste, al ver que es millonario, toma su lugar.                           |              |                                                    |                           |                      |
| 2 | 2            | «Un sueño del cual no quiero despertar»            | 25 de febrero de 2020     | 3.4                  |
| Toño sufre en su primera junta en Reyes Alonso y Ricardo siente que no pertenece al lugar donde se encuentra.                                                         |              |                                                    |                           |                      |
| 3 | 3            | «De chivo los tamales»                             | 26 de febrero de 2020     | 3.3                  |
| Toño encuentra a Damián en bata en la casa de Natalia. Fabiana le confiesa a ‘Toño’ que está embarazada.                                                              |              |                                                    |                           |                      |
| 4 | 4            | «Quédate conmigo esta noche»                       | 27 de febrero de 2020     | 3.7                  |
| Natalia trata de seducir a ‘Toño’. Estefanía decide tener el bebé y Toño contrata a Benjamín como su asistente personal.                                              |              |                                                    |                           |                      |
| 5 | 5            | «Curso de modales fifís»                           | 28 de febrero de 2020     | 3.4                  |
| ‘Toño’ visita al Bacalao en prisión y éste se sorprende por la actitud de su hijo. Oriana le exige a Claudio correr a Dora de la casa.                                |              |                                                    |                           |                      |
| 6 | 6            | «¡Ay Papantla, tus hijos vuelan!»                  | 2 de marzo de 2020        | 3.4                  |
| Fabiana rechaza la ayuda de ‘Toño’ para cuidar al bebé y ‘Ricardo’ es descubierto por Benja, quien jura guardar su secreto.                                           |              |                                                    |                           |                      |
| 7 | 7            | «El nuevo presidente de Reyes Alonso»              | 3 de marzo de 2020        | 3.3                  |
| Por culpa de ‘Ricardo’, la empresa pierde una gran cantidad de dinero; Claudio lo destituye del cargo. Benja le hace un favor a Toño.                                 |              |                                                    |                           |                      |
| 8 | 8            | «‘Ricardo’ y Natalia hacen el amor»                | 4 de marzo de 2020        | 3.2                  |
| ‘Ricardo’ le confiesa a Natalia su amor y pasan la noche juntos. ‘Toño’ quiere postularse al puesto de asistente administrativo en Reyes Alonso.                      |              |                                                    |                           |                      |
| 9 | 9            | «¡Cierren las puertas!»                            | 5 de marzo de 2020        | 3.2                  |
| Toño y Benja evitan que Ricardo entre a Reyes Alonso. El Bacalao regresa a casa y Natalia sufre un accidente por culpa de Damián y ‘Ricardo’.                         |              |                                                    |                           |                      |
| 10 | 10           | «Recuperar el tiempo perdido»                      | 6 de marzo de 2020        | 3.0                  |
| ‘Toño’ se reencuentra con El Bacalao, pero lo rechaza. ‘Ricardo’ indaga sobre su pasado y Oriana le pide a Natalia separarse de Damián.                               |              |                                                    |                           |                      |
| 11 | 11           | «¡Hijo de toda tu Luz María madre!»                | 9 de marzo de 2020        | 3.2                  |
| La Pastora cacha a ‘Ricardo’ besándose con Natalia. Germán y Luchita terminan y Natalia le pide a ‘Ricardo’ que se casen lo más pronto posible.                       |              |                                                    |                           |                      |
| 12 | 12           | «Dar gato por liebre»                              | 10 de marzo de 2020       | 3.1                  |
| ‘Ricardo’ acepta casarse con Natalia. Fabiana no quiere saber nada de ‘Toño’ y el verdadero Toño se encuentra con El Bacalao.                                         |              |                                                    |                           |                      |
| 13 | 13           | «Sobre advertencia no hay engaño»                  | 11 de marzo de 2020       | 2.9                  |
| ‘Toño’ le pide a Fabiana una oportunidad. El Bacalao cacha a Germán con Luchita y Fabiana termina en el hospital.                                                     |              |                                                    |                           |                      |
| 14 | 14           | «Acepto casarme con mi Natita chula»               | 12 de marzo de 2020       | 3.2                  |
| ‘Ricardo’ y Natalia por fin se casan, pero Damián sufre en la boda. Estrella culpa a ‘Toño’ de haber robado el dinero de Don Fede.                                    |              |                                                    |                           |                      |
| 15 | 15           | «En mi otra vida no fui tan afortunado»            | 13 de marzo de 2020       | 3.2                  |
| Mientras ‘Ricardo’ es muy feliz al lado de Natalia, Renata confronta a Valeria, ‘Toño’ amenaza al Bacalao. Damián y Fabiana se conocen.                               |              |                                                    |                           |                      |
| 16 | 16           | «Es mejor pedir perdón que pedir permiso»          | 16 de marzo de 2020       | 2.6                  |
| ‘Ricardo’ le manda dinero a Fabiana tras perder a su bebé y ‘Toño’ sospechará que alguien se está haciendo pasar por él.                                              |              |                                                    |                           |                      |
| 17 | 17           | «Trastorno de personalidad múltiple»               | 17 de marzo de 2020       | 3.0                  |
| Charlotte quiere que ‘Toño’ viva con ella para estudiar su caso. Ivette cree que Damián tiene una relación con Fabiana.                                               |              |                                                    |                           |                      |
| 18 | 18           | «Baño de agua fría»                                | 18 de marzo de 2020       | 3.2                  |
| Adán y Tina se confiesan su amor. El Bacalao y Germán pelean por Luchita. ‘Toño’ se va a vivir con Charlotte y Betty amenaza a Natalia.                               |              |                                                    |                           |                      |
| 19 | 19           | «¡Hombre armado!»                                  | 19 de marzo de 2020       | 3.1                  |
| Natalia cuestiona a Damián sobre Fabiana. Luchita le confiesa la verdad a ‘Toño’. Germán salva a Mariana de un asaltante en el mercado.                               |              |                                                    |                           |                      |
| 20 | 20           | «La amnesia ya se me pasó a la lengua»             | 20 de marzo de 2020       | 3.1                  |
| El verdadero Toño visita a Luchita para cenar y amenaza al Bacalao. Damián besa a Fabiana. Adán le pide a Tina unirse a la Flama Divina.                              |              |                                                    |                           |                      |
| 21 | 21           | «No soy Toño, ¡Soy Ricardo!»                       | 23 de marzo de 2020       | 3.0                  |
| Charlotte somete a ‘Toño’ a una hipnosis regresiva y recuerda algo sobre su infancia. Natalia visita a Fabiana para sacarle la verdad sobre Damián.                   |              |                                                    |                           |                      |
| 22 | 22           | «Échale más limón a la herida»                     | 24 de marzo de 2020       | 3.2                  |
| Charlotte engaña a Fabiana y le hace una confesión a ‘Toño’. Renata encuentra a Luis con Valeria y Luchita recuerda un dolor del pasado.                              |              |                                                    |                           |                      |
| 23 | 23           | «¿Eres gay?»                                       | 25 de marzo de 2020       | 2.6                  |
| Damián corta a Ivette y ella le cuestiona su sexualidad, pero el chisme llega hasta Natalia y ‘Ricardo’. Don Fede desaparece, la cual, ¿le habrá caído la maldición?. |              |                                                    |                           |                      |
| 24 | 24           | «Se está poniendo dura la cosa»                    | 26 de marzo de 2020       | 2.9                  |
| Sol quiere hacer el velorio de Don Fede en su casa. Fabiana le cuenta a Natalia que Damián la besó y ‘Ricardo’ le da permiso a Damián de ver a su esposa.             |              |                                                    |                           |                      |
| 25 | 25           | «Claudio le pide matrimonio a Oriana»              | 27 de marzo de 2020       | 2.8                  |
| Oriana finge ser una buena mujer y Claudio cae ante su engaño. Tina termina su relación con Adán y Natalia está decidida a separarse de Ricardo.                      |              |                                                    |                           |                      |
| 26 | 26           | «Toda mi vida es una gran mentira»                 | 30 de marzo de 2020       | 2.6                  |
| Mientras Natalia se emborracha, ‘Ricardo’ lleva a Damián al antro en el que trabaja Tina, La Pastora y Don Edgar se pelean.                                           |              |                                                    |                           |                      |
| 27 | 27           | «¡Ricardo y Toño se encuentran!»                   | 31 de marzo de 2020       | 2.9                  |
| Ricardo y Toño se encuentran en una tienda, lo cual deja en suspenso. Charlotte le exige a Fabiana que se aleje de ‘Toño’.                                            |              |                                                    |                           |                      |
| 28 | 28           | «Armar mi propio rompecabezas»                     | 1 de abril de 2020        | 2.9                  |
| ‘Toño’ esta seguro de que el no es el verdadero Antonio. Luchita sospecha que su otro hijo podría estar vivo y El Bacalao lo descubre todo.                           |              |                                                    |                           |                      |
| 29 | 29           | «El Bacalao descubre la usurpación de Toño»        | 2 de abril de 2020        | 2.9                  |
| El Bacalao sigue a Benja y llega a Reyes Alonso para hablar con el verdadero Toño. ‘Toño’ y Fabiana hacen el amor.                                                    |              |                                                    |                           |                      |
| 30 | 30           | «Pícnic en el parque»                              | 3 de abril de 2020        | 2.9                  |
| ‘Toño’ y Fabiana disfrutan un día juntos. Damián encuentra a Oriana con Diego y la maldición de las Morales podría haber terminado.                                   |              |                                                    |                           |                      |
| 31 | 31           | «Esas pulgas no brincan en tus tapetes»            | 6 de abril de 2020        | 2.8                  |
| Damián intenta seducir a Fabiana, pero ella lo rechaza. Natalia se desmaya en frente de ‘Ricardo’, Renata y Vale se enfrentan a una partida de billar.                |              |                                                    |                           |                      |
| 32 | 32           | «Problemas de reproducción»                        | 7 de abril de 2020        | 2.8                  |
| El doctor les informa a Natalia y ‘Ricardo’ que no podrán tener hijos; ella cree que es un castigo por el mal que le ha hecho.                                        |              |                                                    |                           |                      |
| 33 | 33           | «Natalia le pide el divorcio a ‘Ricardo’»          | 8 de abril de 2020        | 2.7                  |
| Natalia no quiere que ‘Ricardo’ se sacrifique por su culpa. Valeria y Renata pasan una comida muy "enchilada", y ‘Toño se enfrenta al Bacalo.                         |              |                                                    |                           |                      |
| 34 | 34           | «Adán descubre la profesión de Tina»               | 9 de abril de 2020        | 2.8                  |
| Adán llega al Burro Loco por intrigas de La Pastora y ve a Tina bailar. Luchita le dice a Renata que ama a Germán.                                                    |              |                                                    |                           |                      |
| 35 | 35           | «Damián le pide otra oportunidad a Fabiana»        | 10 de abril de 2020       | 2.3                  |
| Damián le regala un anillo a Fabiana y le dice que quiere algo formal con ella. Adán termina con Tina.                                                                |              |                                                    |                           |                      |
| 36 | 36           | «Dale vuelta a la hoja»                            | 13 de abril de 2020       | 2.6                  |
| ‘Toño’ les pregunta a Luchita y al Bacalao si tiene otro hermano. Natalia le propone a ‘Ricardo’ adoptar un bebé.                                                     |              |                                                    |                           |                      |
| 37 | 37           | «Natalia termina con Damián»                       | 14 de abril de 2020       | 3.0                  |
| Natalia descubre que Damián le dio un anillo a Fabiana y decide ponerle fin a su relación; ‘Ricardo’ está preocupado por ella.                                        |              |                                                    |                           |                      |
| 38 | 38           | «Los análisis de ADN»                              | 15 de abril de 2020       | 2.8                  |
| ‘Toño’ descubre que sí es hijo de Luchita y El Bacalao, pero no lo acepta. Natalia le dice a Oriana que Damián sale con Fabiana.                                      |              |                                                    |                           |                      |
| 39 | 39           | «Luchita descubre que su hijo ‘Pablito’ está vivo» | 16 de abril de 2020       | 3.0                  |
| Luchita está segura de que su otro hijo no murió y que El Bacalao se lo dio a Dora. Oriana trata de comprar a Fabiana.                                                |              |                                                    |                           |                      |
| 40 | 40           | «No me dejes nunca»                                | 17 de abril de 2020       | 2.7                  |
| Mientras Natalia parece cada vez más enamorada de ‘Ricardo’, ‘Toño’ le pide perdón a Luchita. La Pastora y Tina se enfrentan.                                         |              |                                                    |                           |                      |
| 41 | 41           | «Tú no vas a cambiar ni aunque renazcas 10 veces»  | 20 de abril de 2020       | 2.8                  |
| Fabiana cacha a ‘Toño’ besándose con Charlotte. Vale y Renata son detenidas. Sol termina su relación con Don Fede.                                                    |              |                                                    |                           |                      |
| 42 | 42           | «El pacto se acabó»                                | 21 de abril de 2020       | 2.9                  |
| Natalia termina su plan con Damián, pero él la amenaza. Luna salva a Murillo de la muerte y El Bacalao busca a Dora.                                                  |              |                                                    |                           |                      |
| 43 | 43           | «Aquí la única tonta fui yo»                       | 22 de abril de 2020       | 3.0                  |
| Fabiana no quiere saber más de ‘Toño’, así que le habla a Damián. Luis termina su relación con Vale. La Pastora y Tina deciden emborracharse juntas.                  |              |                                                    |                           |                      |
| 44 | 44           | «No vas a callarme más»                            | 23 de abril de 2020       | 3.1                  |
| Luchita enfrenta al Bacalao pues sabe que ‘Pablito’ está vivo. Fabiana acepta ser novia de Damián. La Pastora entra en depresión.                                     |              |                                                    |                           |                      |
| 45 | 45           | «¡Que explote la bomba!»                           | 24 de abril de 2020       | 2.9                  |
| El Bacalao hiere a Luchita con un cuchillo. Damián le deja en claro a Natalia que con el no se juega. Toño quiere ver a su madre pase lo que pase.                    |              |                                                    |                           |                      |
| 46 | 46           | «Hoy me regreso a mi verdadera casa»               | 27 de abril de 2020       | 3.0                  |
| ‘Ricardo’ decide volver a ser Toño para estar cerca de Luchita. Charlotte ahora sí está segura de que hay dos Antonios Cortés.                                        |              |                                                    |                           |                      |
| 47 | 47           | «Damián pide la mano de Fabiana»                   | 28 de abril de 2020       | 2.7                  |
| Damián habla con La Pastora para permitirle casarse con Fabiana y además, le propone a Natalia tenderle una trampa a ‘Ricardo’.                                       |              |                                                    |                           |                      |
| 48 | 48           | «¡Changos en el mecate!»                           | 29 de abril de 2020       | 2.8                  |
| Charlotte descubre que ‘Ricardo’ sí existe y ‘Toño’ tiene un gemelo. Damián da comienzo al plan contra ‘Ricardo’.                                                     |              |                                                    |                           |                      |
| 49 | 49           | «‘Ricardo’ cae en la trampa de Natalia»            | 30 de abril de 2020       | 2.7                  |
| Natalia logra que ‘Ricardo’ firme los papeles. Charlotte le muestra al Bacalao la prueba de los gemelos.                                                              |              |                                                    |                           |                      |
| 50 | 50           | «Esposa de uno y amante de otro»                   | 1 de mayo de 2020         | 2.8                  |
| Fabiana cacha a Damián besándose con Natalia y confronta a su ‘amiga’. El Bacalao se roba el disco duro de Charlotte, pero éste cae en manos de Renata.               |              |                                                    |                           |                      |
| 51 | 51           | «Luis y Renata descubren a los gemelos»            | 4 de mayo de 2020         | 2.7                  |
| Mientras Luis encuentra una foto de ‘Toño’ con los Reyes Alonso, Renata ve el vídeo en donde aparecen juntos. Fabiana termina con Damián.                             |              |                                                    |                           |                      |
| 52 | 52           | «¡Como perro apaleado!»                            | 5 de mayo de 2020         | 2.6                  |
| Reyes Alonso pierde millones de dólares por culpa de ‘Ricardo’ y gracias al plan de Damián. Renata y Luis ven a ‘Ricardo’ y Oriana logra el divorcio.                 |              |                                                    |                           |                      |
| 53 | 53           | «El Bacalao manda a matar a Charlotte»             | 6 de mayo de 2020         | 3.4                  |
| Para evitar que todo se descubra, El Bacalao paga para eliminar a la doctorcita. El restaurante de las Morales se incendia.                                           |              |                                                    |                           |                      |
| 54 | 54           | «A lo hecho, pecho»                                | 7 de mayo de 2020         | 3.3                  |
| ‘Toño’ le exige a Luchita la verdad sobre su hermano gemelo. Natalia teme ser descubierta en el fraude. ‘Ricardo’ renuncia a Reyes Alonso.                            |              |                                                    |                           |                      |
| 55 | 55           | «El lado oscuro del Bacalao»                       | 8 de mayo de 2020         | 3.0                  |
| El Bacalao amenaza a 'Toño' con matarlo si abre la boca; Luchita descubre que su esposo vendió a ‘Pablito’ a Dora.                                                    |              |                                                    |                           |                      |
| 56 | 56           | «Aquí hay gato encerrado»                          | 11 de mayo de 2020        | 3.0                  |
| Luchita le cuenta toda la verdad a ‘Toño’; él la desprecia. Renata encuentra a ‘Ricardo’, pero huye para que no lo descubran.                                         |              |                                                    |                           |                      |
| 57 | 57           | «¡Llegó la hora!»                                  | 12 de mayo de 2020        | 3.0                  |
| ‘Ricardo’ sospecha que ‘Toño’ ya sabe la verdad; ‘Toño’ quiere enfrentarlo por robarle su identidad.                                                                  |              |                                                    |                           |                      |
| 58 | 58           | «¡Ricardo recupera la memoria!»                    | 13 de mayo de 2020        | 3.0                  |
| Tras sufrir un accidente, Ricardo recuerda todo su pasado y decide denunciar a Toño por suplantar su vida.                                                            |              |                                                    |                           |                      |
| 59 | 59           | «¡Quiero que me devuelva a mi cachorro!»           | 14 de mayo de 2020        | 3.1                  |
| El Bacalao le exige a Claudio entregarle a ‘Ricardo’. 'Toño' se despide de Fabiana y Damián descubre a Ivette en su oficina.                                          |              |                                                    |                           |                      |
| 60 | 60           | «Cuervos en el maizal»                             | 15 de mayo de 2020        | 3.3                  |
| Claudio le paga al Bacalao para que se quede callado. Natalia le pone un alto a Damián y Ricardo quiere presentarse ante los Reyes Alonso.                            |              |                                                    |                           |                      |
| 61 | 61           | «Como palo de gallinero»                           | 18 de mayo de 2020        | 3.0                  |
| Ricardo descubre que Toño se casó con Natalia. El Bacalao le dice a Toño que lo mejor será huir de los Reyes Alonso.                                                  |              |                                                    |                           |                      |
| 62 | 62           | «Un día especial»                                  | 19 de mayo de 2020        | 2.7                  |
| ‘Ricardo’ y Claudio pasan un momento juntos en el parque. Natalia enfrenta a Damián y el verdadero Ricardo tiene un plan contra Toño.                                 |              |                                                    |                           |                      |
| 63 | 63           | «Hasta que nos vemos las caras»                    | 20 de mayo de 2020        | 3.1                  |
| Ricardo enfrenta a Toño, le revela la verdad de su origen y le propone un plan para evitar mandarlo a la cárcel.                                                      |              |                                                    |                           |                      |
| 64 | 64           | «A mí no me importa nada ya»                       | 21 de mayo de 2020        | 3.0                  |
| Toño enfrenta al Bacalao por haberle ocultado la verdad de su hermano. Ricardo regresa a la casa de los Reyes Alonso.                                                 |              |                                                    |                           |                      |
| 6566 | 65           | «Nadie tiene el destino comprado»                  | 22 de mayo de 2020        | 3.2                  |
| Valeria impide la boda de Oriana y Claudio; el canclea el matrimonio. Damián amenaza a Natalia y Ricardo descubre que ella se enamoró de Toño.                        |              |                                                    |                           |                      |
| 6768 | 66           | «Voy a fingir un tiempo más»                       | 25 de mayo de 2020        | 3.0                  |
| Ricardo decide no revelar la verdad y seguir en el papel que Toño había representado. Claudio le pide a Oriana irse de la casa.                                       |              |                                                    |                           |                      |
| 6970 | 67           | «Nuestra familia se está desmoronando»             | 26 de mayo de 2020        | 2.8                  |
| Damián descubre que Ricardo no es hijo de Sofía. Claudio amenaza al Bacalao con meterlo a la cárcel si le cuenta la verdad a su hijo.                                 |              |                                                    |                           |                      |
| 7172 | 68           | «Amor de lejos, para tarugos y conejos»            | 27 de mayo de 2020        | 3.0                  |
| ‘Toño’ y Fabiana tienen una cita romántica y Natalia muere de celos. Toño arde en fiebre y Oriana regresa a la casa de los Reyes Alonso.                              |              |                                                    |                           |                      |
| 7774 | 69           | «No te quiero cerca de mi vida»                    | 28 de mayo de 2020        | 3.0                  |
| Ricardo amenaza de muerte a Damián y desprecia a Natalia; le asegura que nunca la ha amado ni adopatara un hijo con ella.                                             |              |                                                    |                           |                      |
| 7576 | 70           | «Medidas drásticas»                                | 29 de mayo de 2020        | 3.1                  |
| Claudio nombra a Damián presidente de Reyes Alonso; él se burla de Ricardo Luchita y Dora, cada una por su parte, deciden ir a Veracruz a buscar a Socorro.           |              |                                                    |                           |                      |
| 7778 | 71           | «Ricardo y Toño se enfrentan a golpes»             | 1 de junio de 2020        | 3.2                  |
| Toño golpea a Ricardo por hablar mal de Natalia, pero él responde la agresión. Dora descubre la verdad de los gemelos.                                                |              |                                                    |                           |                      |
| 7980 | 72           | «Si mamá, soy tu hijo»                             | 2 de junio de 2020        | 3.0                  |
| Luchita por fin encuentra al hijo que le arrebataron y Ricardo la abraza con amor. El Bacalao escapa de la policía y Fabiana no quiere ver a Ricardo.                 |              |                                                    |                           |                      |
| 8182 | 73           | «Nunca podré amar a un hombre como tú»             | 3 de junio de 2020        | 3.6                  |
| Natalia se entera de la verdad y confronta a Toño. Ricardo y Toño pelean, pero Luchita los trata de unir. El Bacalao intenta matar a Luchita.                         |              |                                                    |                           |                      |
| 8384 | 74           | «¿Por qué hay 2 Ricardos?»                         | 4 de junio de 2020        | 3.5                  |
| Ricardo y Toño llegan a la fiesta en casa de los Reyes Alonso y todos quedan impactados. Damián cobra venganza en contra de los gemelos.                              |              |                                                    |                           |                      |
| 85 | 75           | «Boda por partida doble»                           | 5 de junio de 2020        | 4.1                  |
| Ricardo le salva la vida a Toño y juntos tiempo después, unen sus vidas a las mujeres que aman. Damián termina sus días en prisión.                                   |              |                                                    |                           |                      |

## Especial
| N.º | Título                                   | Fecha de emisión original |
| --- | ---------------------------------------- | ------------------------- |
| 1   | «Como tu no hay 2: El resumen (parte 1)» | 4 de abril de 2020        |
| 2   | «Como tu no hay 2: El resumen (parte 2)» | 11 de abril de 2020       |

## Producción
Inicialmente, el 22 de septiembre de 2019, previo a iniciar grabaciones, se confirmó a Adrián Uribe en el papel protagónico, junto con Claudia Martín y Ferdinando Valencia, siendo los primeros actores a integrarse a la producción. Días después, la producción inició grabaciones el 26 de septiembre de 2019, dando el claquetazó oficial y confirmando a Aylín Mújica, Lorena Graniewicz, Gabriela Carrillo, Carlos Said, Ramiro Tomasini, entre otros miembros del reparto.
La producción es una nueva adaptación de la historia chilena Amores de mercado, creada por Fernando Aragón, la cual su versión más reciente fue ¿Quién es quién? de Telemundo en el 2015. Está escrita y adaptada por la escritora Ximena Suárez, siendo esta la primera telenovela de comedia coproducida por W Studios y Lemon Studios, teniendo a Carlos Bardasano la producción ejecutiva a su cargo.
La telenovela fue presentada junto con otros nuevos y actuales títulos de Televisa en el Natpe 2020, celebrado a finales de enero de 2020. El 17 de febrero de 2020, a través de la página oficial de Las Estrellas, la actriz Jessica Díaz, aparte de estar confirmada en el reparto, interpretará el tema oficial de la telenovela, la cual sale disponible en plataformas digitales el 25 de febrero de 2020. La presentación oficial de la producción ante la prensa fue el 20 de febrero de 2020. La producción de la telenovela aceleradamente terminó su rodaje el 18 de marzo de 2020, debido a la pandemia de COVID-19 en México.

## Audiencia
| Temporada | Horario (CT)                    | Episodios | Primera emisión       | Primera emisión      | Última emisión     | Última emisión       | Prom. de espectadores (millones) |
| Temporada | Horario (CT)                    | Episodios | Fecha                 | Audiencia (millones) | Fecha              | Audiencia (millones) | Prom. de espectadores (millones) |
| --------- | ------------------------------- | --------- | --------------------- | -------------------- | ------------------ | -------------------- | -------------------------------- |
| 1         | lunes a viernes 20:30 - 21:30 h | 75        | 24 de febrero de 2020 | 4.1                  | 5 de junio de 2020 | 4.1                  | 3.03                             |